# Cmentarz wojenny nr 295 – Paleśnica
Cmentarz wojenny nr 295 – Paleśnica – austriacki cmentarz wojenny z okresu I wojny światowej wybudowany przez Oddział Grobów Wojennych C. i K. Komendantury Wojskowej w Krakowie na terenie jego okręgu VIII Brzesko.
Jest to kwatera na starym cmentarzu parafialnym, znajdującym się na zachodnim stoku doliny potoku Paleśnianka, nad drogą wojewódzką nr 975, w północnej części miejscowości Paleśnica w gminie Zakliczyn województwa małopolskiego.
Cmentarz leży na terasie, nad wysoką stromą skarpą. Od strony skarpy znajduje się wejście, kilka schodków i metalowa, kuta, trójdzielna bramka osadzona pomiędzy dużymi słupkami z bloczków z kamienia. Wchodzi się na część cmentarza, gdzie pochowano żołnierzy rosyjskich. Ich kwatera jest zbudowana na planie kwadratu i otoczona murem z kamieni. Po prawej i lewej stronie znajdują się dwa zbiorowe żołnierskie groby nad którymi są wbudowane w mur ażurowe stele z podwójnymi krzyżami, pod którymi znajdowały się kiedyś tabliczki z informacją kto tutaj spoczywa. Pozostały po nich tylko ślady na stelach. Z kwatery rosyjskiej jest wejście do części gdzie pochowano żołnierzy austro-węgierskich. Zbudowana jest na planie ośmioboku. Otoczona murem, w którym po bokach znajdują się ażurowe stele z krzyżami greckimi wewnątrz. Na nich także były kiedyś tabliczki po których pozostały ślady. Pod murem znajduje się kilka niewielkich betonowych kamieni nagrobnych, ze śladami po zamontowanych tabliczkach, z austriackimi krzyżami kawalerskimi. Pośrodku kwatery znajduje się pomnik. Jest to wysoki betonowy krzyż osadzony na ośmiobocznym cokole w formie stożka. Na cokole zamontowano cztery metalowe krzyże kawalerskie. Naprzeciwko wejścia, pomiędzy dwoma niewysokimi kolumnami z kamiennych ciosów, zbudowano ścianę na której zamontowano tablicę z inskrypcją w języku niemieckim:
NICHT NUR GROSSE SÖHNE

VERLANGT DIE GROSSE ZEIT-

AUCH GROSSE ENKEL !
W tłumaczeniu na język polski: Wielkie czasy potrzebują nie tylko wielkich synów, ale także wielkich wnuków”.
Przed ścianką znajduje się, stojący na niewielkim betonowym postumencie, żeliwny krzyż z mieczy z datą 1915. Po bokach ma dwa krzyże kawalerskie.
Za ścianą z inskrypcją znajduje się, wąska, podłużna, wkomponowana w cmentarz kwatera, ze zbudowanym z tego samego materiału, grobowcem rodziny Steckich, miejscowych ziemian. Za nim, na wysokiej kolumnie z ciosów kamiennych zwieńczonej krzyżem postawiono figurę Chrystusa.
Pochowano na cmentarzu 46 żołnierzy austro-węgierskich oraz 16 żołnierzy rosyjskich, w 6 mogiłach zbiorowych i w 14 grobach pojedynczych. Polegli 16 stycznia i 16 lutego 1915 roku.
Projektował nekropolię Robert Motka.
Cmentarz został wyremontowany przez samorząd Gminy Zakliczyn w 2019 r. za kwotę 90 tys. zł. Zadanie  dofinansowano ze środków Wojewody Małopolskiego w wys. 80 tys. zł. Z budżetu Gminy Zakliczyn wydatkowano na to zadanie 10 tys. zł.
Na cmentarzu parafialnym znajduje się także, około 100 metrów na południe, druga kwatera będąca austriackim cmentarzem wojennym nr 296.

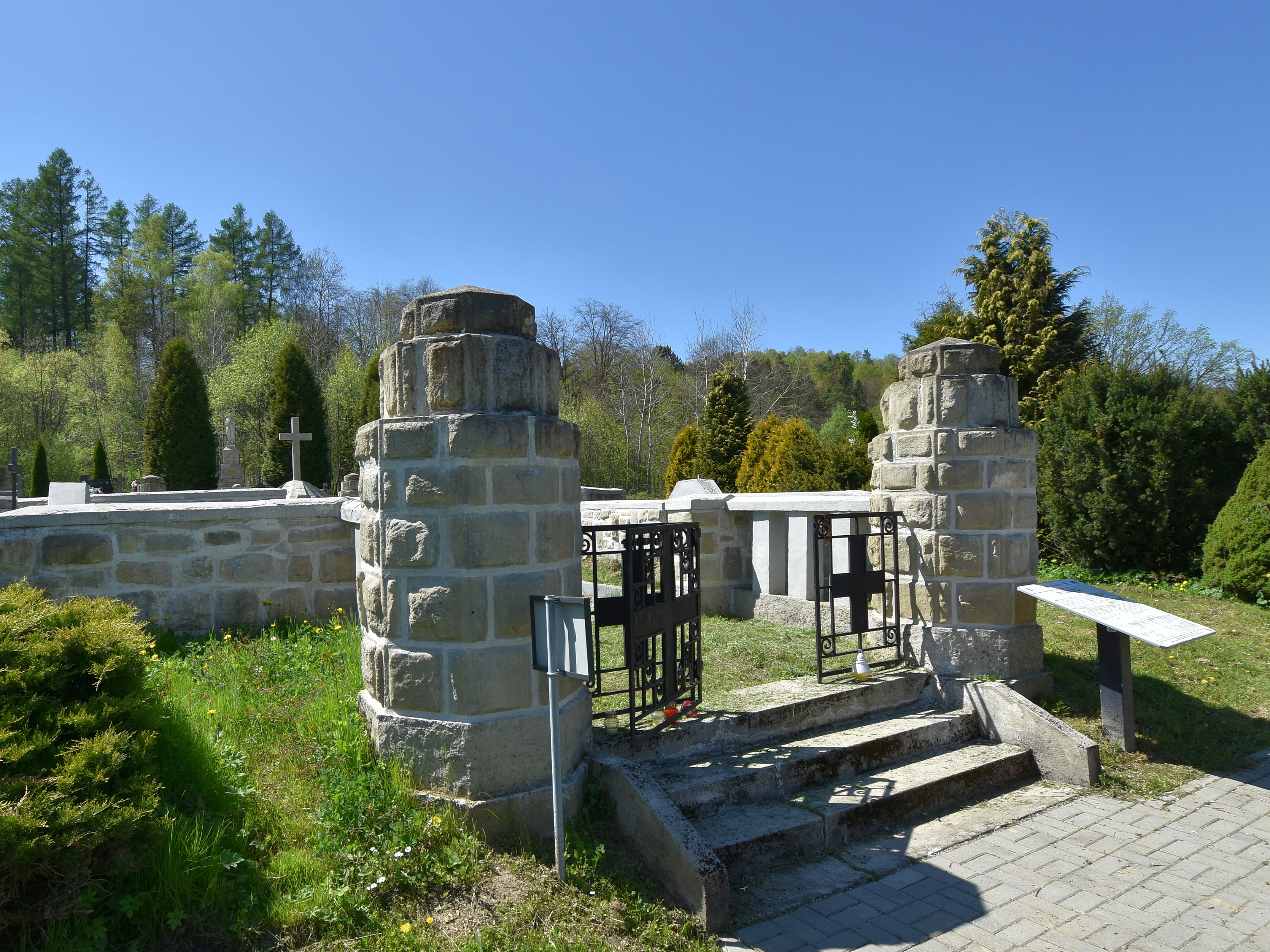
Wejście
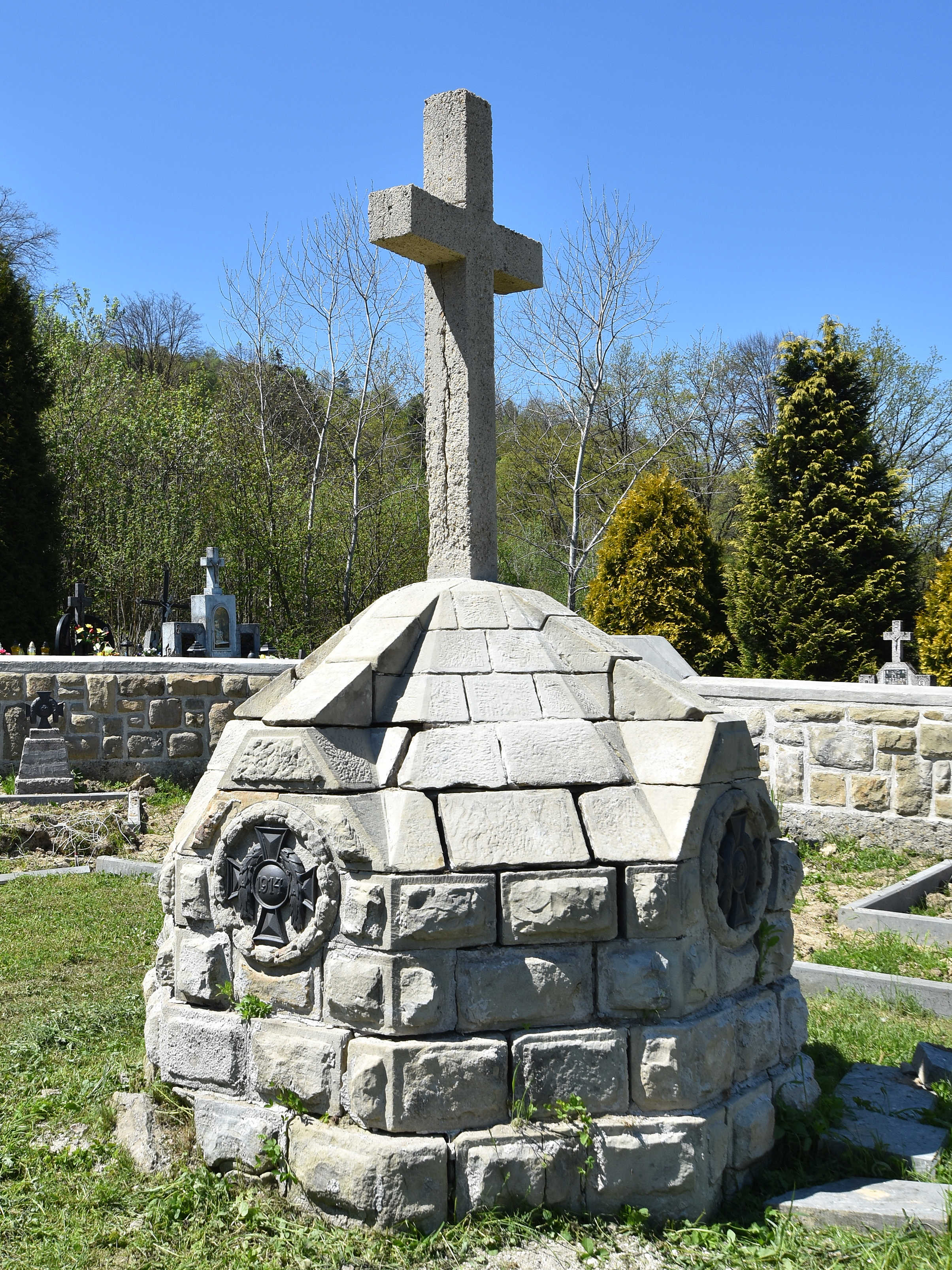
Pomnik w kwaterze austriackiej
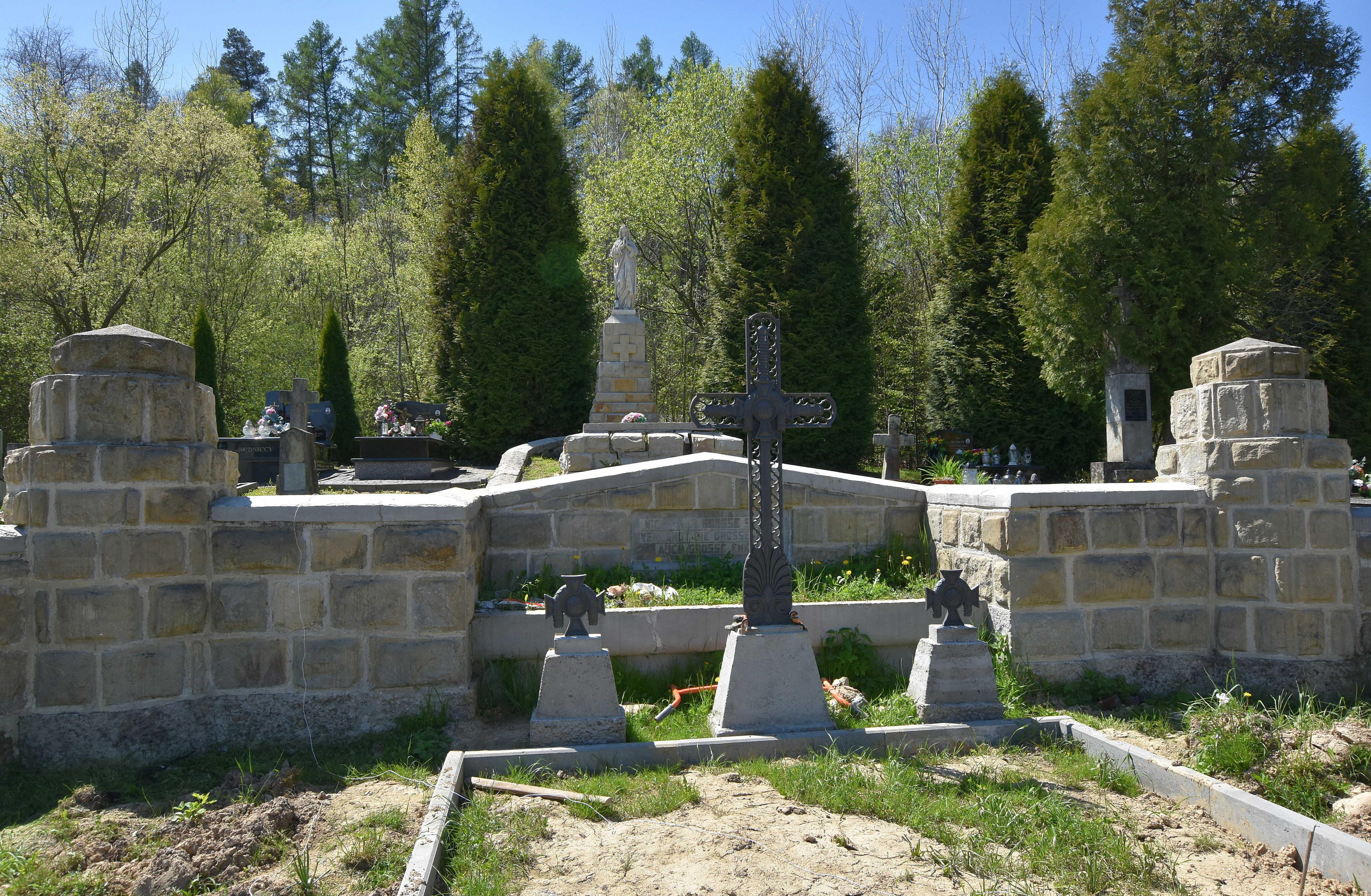
Ściana z inskrypcją
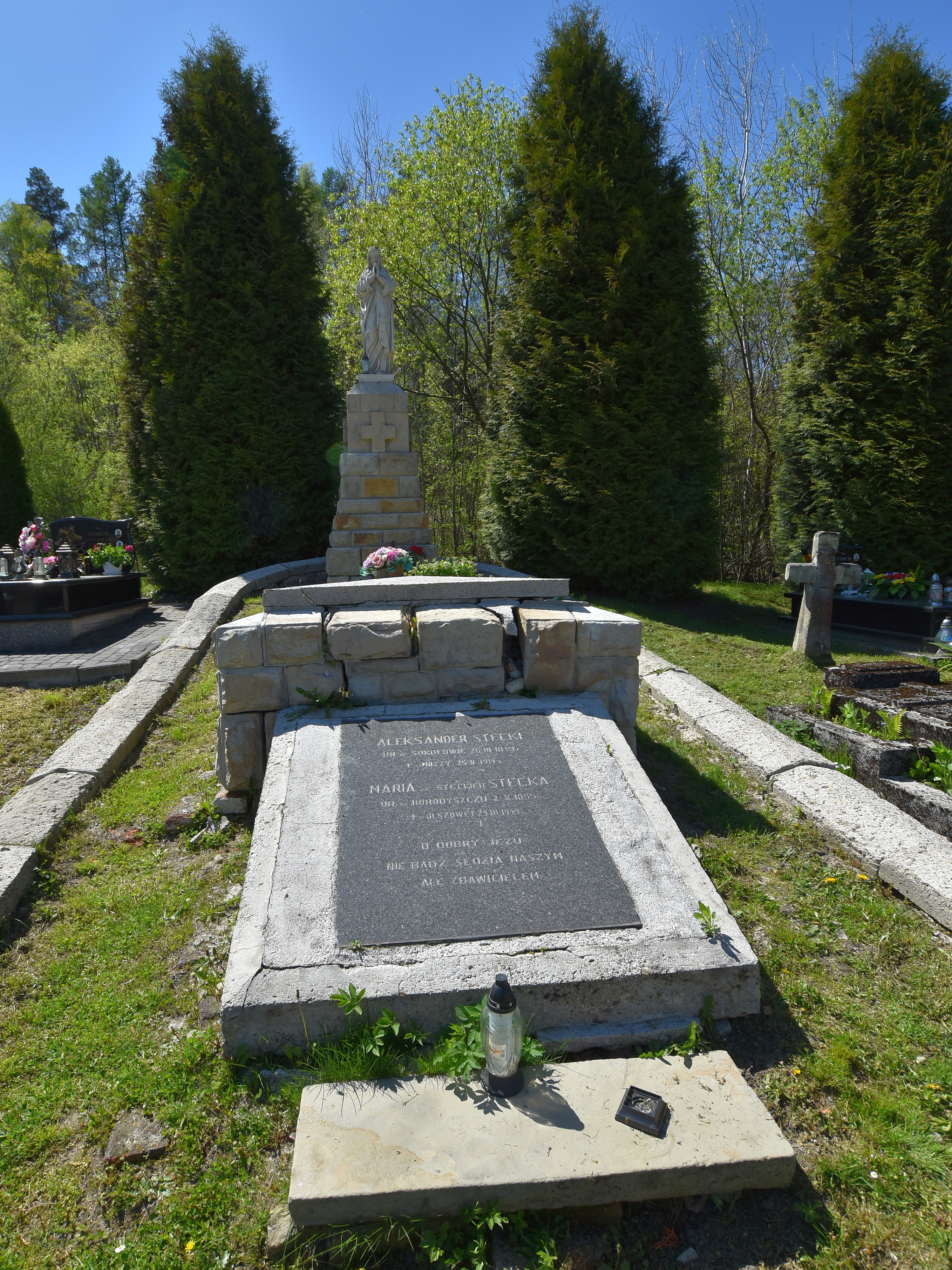
Grobowiec rodziny Steckich i pomnik
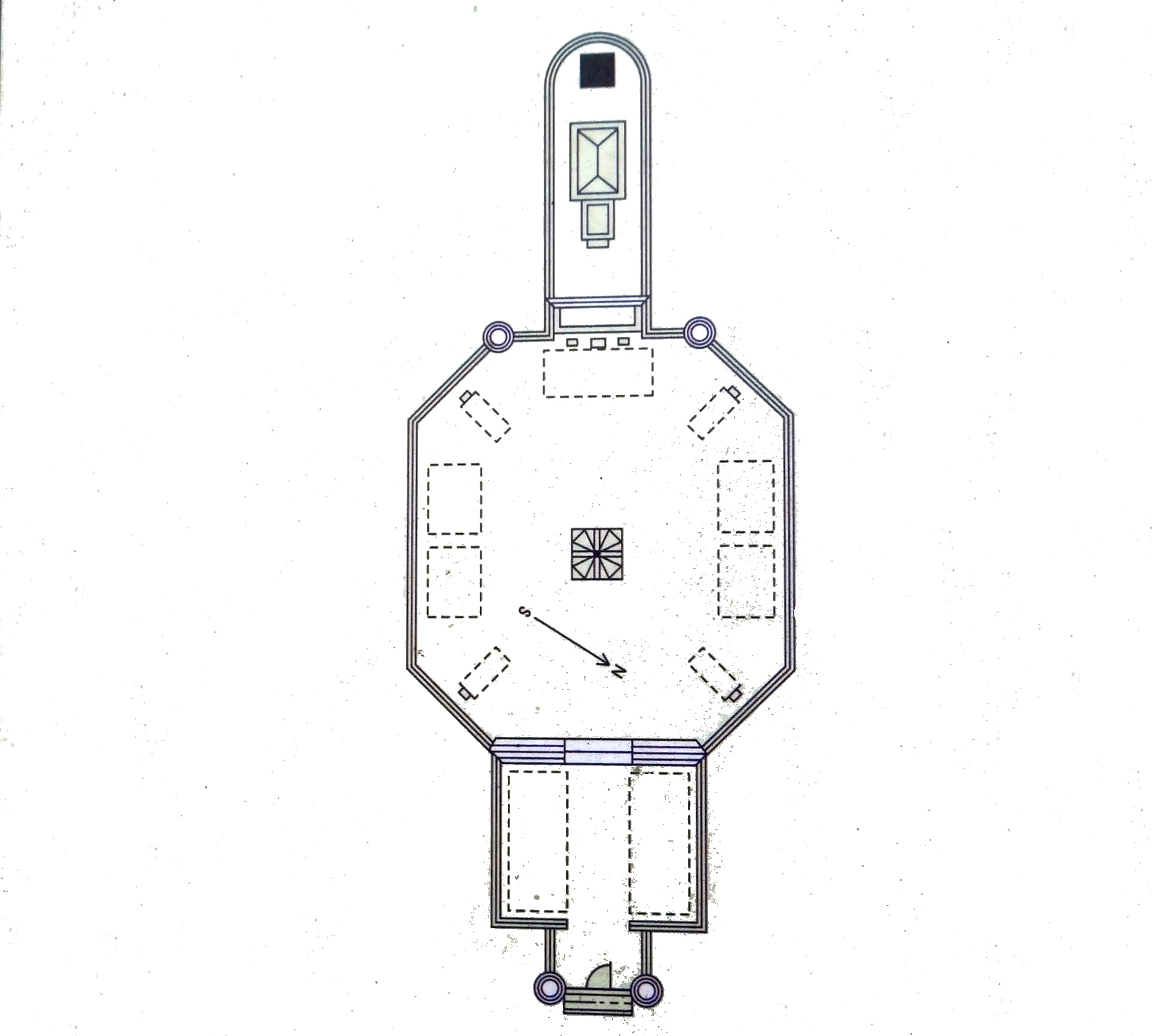
Plan cmentarza